# Krahës
Krahës je obec v okresu Gjirokastër, kraji Gjirokastër, jižní Albánii.